# محمد جبريل (ممثل)
محمد جبريل (29 مارس 1945 - 12 أغسطس 2021)، هو ممثل تليفزيوني ومسرحي مصري. تخرج في كلية الزراعة، وكانت آخر أعماله مسلسل «باب الخلق» عام 2012

## عن حياته
ولد الفنان محمد جبريل عام 1945، والتحق بكلية الزراعة جامعة عين شمس ، ولكنه ظل متمسكا بالفن، حيث كان يشغل منصب أمين اللجنة الفنية والثقافية في جامعة عين شمس عام 1967
تخرج فى كلية الزراعة عام 1969، والتحق بالجيش المصري خلال فترة حرب الاستنزاف وحرب أكتوبر 1973 وتخرج فى المعهد العالي للفنون المسرحية عام 1979، كما حصل على دبلومة في النقد الفني عام 1986
وكان عضو بنقابة المهن التمثيلية، وتولى منصب أمين الصندوق بالنقابة، كما شغل منصب مدير عام بوزارة الثقافة

## وفاته
اكتشف إصابته بالسرطان في مرحلة متأخرة، حيث عانى من تدهور حالته الصحية وتم نقله إلى العناية المركزة بأحد المستشفيات، ليرحل هناك عن عمر ناهز الـ 76 عاما توفي يوم الخميس عن عمر ناهز الـ 76 عامًا بعد صراع مع المرض وشيع جثمانه بعد صلاة الجمعة من مسجد التوفيق بمنطقة حلوان ، ودُفن بمقابر الأسرة

## من أعماله
شارك «جبريل» على مدار مشواره الفني الذي تجاوز الـ40 عاما، في أكثر من 160 عملًا مع مجموعة كبيرة من النجوم من بينهم أحمد زكي في «البيه البواب» و«سواق الهانم»، ومحمود عبد العزيز في «الكيت كات» و«رأفت الهجان»، وأمام عادل إمام في «الحريف»
لم تقتصر إسهاماته الفنية على الأعمال الدرامية فقط، بل شارك في مسلسل الأطفال «بوجي وطمطم » بأجزائه، بالإضافة إلى فوازير «عمو فؤاد والسياحة»، التي قدمها الفنان الراحل فؤاد المهندس
وقف على خشبة المسرح في عدد من الأعمال الهامة منها مسرحية «الأرشفجي» على مسرح الطليعة، من إخراج الفنان الراحل أحمد راتب ، ووقف أمام الراحل عبد المنعم مدبولي في مسرحية «يا مالك قلبي بالمعروف»
قدم «جبريل» آخر أعماله على الشاشة مع الراحل محمود عبد العزيز في مسلسلي «باب الخلق» و«فرح العمدة» في عام 2012
- أوقات فراغ (فيلم) 2006.
- كيمو وأنتيمو (فيلم) 2004.
- جواز بقرار جمهوري (فيلم) 2001.
- أرض الخوف (فيلم) 2000.
- إمبراطورية الشر (فيلم) 1998.
- هارمونيكا (فيلم) 1998.
- البطل 1998.
- أبو زيد زمانه (فيلم) 1995.
- سواق الهانم (فيلم) 1994.
- الثعالب (فيلم) 1993.
- بوجي وطمطم وأسرار جحا (فيلم) 1993.
- دائرة الموت (فيلم) 1993.
- إبن الجبل (فيلم) 1992.
- زوجتي والذئب (فيلم) 1992.
- مولد وصاحبه غايب (فيلم) 1990.
- قلب الليل (فيلم) 1989.
- خطة بعيدة المدى (فيلم) 1988.
- البيه البواب (فيلم) 1987.
- الجمالية (فيلم) 1987.
- عودة الماضي (فيلم) 1987.
- رمضان فوق البركان (فيلم) 1985.
- الكيت كات (فيلم) 1991.
- الحريف (فيلم) 1984.
- الثأر (فيلم) 1982.
- الإنسان يعيش مرة واحدة (فيلم) 1981.
- طائر على الطريق (فيلم) 1981.
- اليوم المشهود (فيلم) 1991.